# Cercopithecus lowei
Cercopithecus lowei (Мавпа Лове) — примат з роду Мавпа (Cercopithecus) родини мавпові (Cercopithecidae). Вид раніше класифікувався як підвид Cercopithecus campbelli

## Опис
C. lowei мають червоно-коричневе хутро на верхній стороні, низ світліший, майже білястий. Синє обличчя оточене сивою бородою, область рота червонуватого кольору. Довжина тіла від 35 до 55 см, а вага від 2,5 до 6 кг, самці значно важчі, ніж самиці. 

## Поширення
Кот-д'Івуар (річка Каваллі) Гана (річка Вольта). Їх середовище існування це ліси, в основному вторинні. 

## Стиль життя
Не так багато відомо про життя цього виду, але це, ймовірно, як інші види, C. lowei денні, деревні й живуть в гаремних групах, які складаються з одного самця, декількох самиць і їх дитинчат. Дієта складається головним чином з фруктів та інших матеріалів рослинного походження і комах.

## Загрози та охорона
Вид широко поширений і може бути адаптований до різних середовищ існування, тому вважається що перебуває поза небезпекою.